# Hoshihananomia kuatunensis
Hoshihananomia kuatunensis es una especie de coleóptero de la familia Mordellidae.

## Distribución geográfica
Habita en  Fujian (China).